# Richard Bourke
Richard Bourke, född den 4 maj 1777 i Dublin, död den 13 augusti 1855 i Limerick, var en brittisk militär och koloniguvernör.
Bourke, som tillhörde en gren av samma irländska släkt som Edmund Burke, inträdde i armén 1798. Han utmärkte sig under pyreneiska kriget – bland annat som sin regerings representant hos spanska arméns befälhavare, Cuesta – och blev 1821 generalmajor. Bourke var 1825–1828 viceguvernör i Kapkolonins östra distrikt och blev 1831 Darlings efterträdare som guvernör i Nya Sydwales. 
På denna post vann han stor popularitet genom sin opartiskhet under de i kolonin pågående partistriderna. Hans namn är också fäst vid den australiska pressens frigörelse och införandet av ordnat immigrationssystem. Bourke nedlade 1837 sitt guvernörsämbete och levde sedan som godsägare på Irland. Han adlades 1835 och blev 1851 general.